# 般若 (佛教)
般若（Prajñā），也稱為慧、智、智慧，古汉语又譯作波若、鉢若、般羅若、波羅若、鉢腎穰、鉢囉枳穰等，佛教術語，意為智慧或洞識，為戒、定、慧三無漏學之一。
說一切有部將它列為大地法，為心所之一。大乘佛教將它列為六波羅密之一，因此又稱為「般若波罗蜜多」（梵語： Prajñāpāramitā）。

## 语源语义
“般若”为梵语Prajñā音译，本义为“超越之智慧”。字根爲प्र-（Pra）超越的、超前的，印欧语同源词包括英语、拉丁语pre-，pro-等，均义爲向前、前面、超过；和ज्ञा（jñā，知覺、知識或了解），印欧语同源词包括拉丁语gnoscere、希腊语gignoskein、俄语znat、英语know等。 因此，在字面上，慧（Prajñā）有是一種高級的知覺能力，是一種分辨因缘、於法簡擇的能力，有情眾生都擁有這種能力。具備慧的人，可依自己的觀察力，來選擇正確的道路；缺少智慧，即是愚癡無明。

## 概论
佛教中“超越之智慧”有别於一般的智慧，指的是“妙智妙慧”。它是超验的，难以描述，唯有所体会者方能了知，故佛教中只能通过言语譬喻形容，如“它是一切众生本心所具有的，有色（物质）能见，无色也能见，有声能闻，无声也能闻。它能产生一切善法。至于凡夫的‘智慧’，则由外物所引生，必须先有色与声，才会有能见和能闻。若无色与声，即不能见不能闻，它不能直接生出善法。因而我们说，凡夫的‘智慧’，在佛家看来，也就成了愚痴，成了妄想。‘般若’如灯，能照亮一切，能达一切，渡化佛所指斥的那种有漏的‘分别慧’。”
慧可分為世間慧與出世間慧二者。所謂出世間慧，是能夠了解緣起、斷除結縛、止息煩惱的能力。要得到這種智慧，需要依戒與定的幫助。

## 同義字
其同義字為末底（mati）。
智（闍那）與慧的定義接近，主要的差別在於，慧的範圍較小，主要指出世間慧，而且有能抉擇、決斷之意；而智的範圍較大。

## 教義
般若一詞最早出現於東漢高僧支婁迦讖所譯的《道行般若經》。般若在中國多指為智慧，《世说新语·文学》載：“殷中军被废东阳，始看佛经，初视《维摩诘》，疑般若波罗密太多，后见《小品》，恨此语少。”佛教徒認為，般若智慧跟世間的智慧不同，“智慧輕薄，故不能稱於般若”，是經由內觀所產生的正見；因證得金剛性如來藏空性心而生起實相智慧。般若在中国没有相当的名词可以代替，虽意为智慧，乃不足以表显般若的含义，所以譯經家不直接漢譯為“智慧”，而以音譯。《大智度论》所说：“般若定实相，甚深极重，智慧浅薄，是故不能称。”一般法会中大多念“摩诃般若波罗蜜多”，“摩诃般若”即是大智慧。波羅譯為“彼岸”，蜜多譯為“到”，應為到彼岸，般若波羅蜜多即是“究竟圓滿之智慧”，佛教称之为胜义智或实相智，如佛祖在菩提树下体验真理的智慧。佛教以為各种生活上的知识是不究竟的、不完满的智慧，佛教称之为方便智。
般若的思想可归纳为“假有性空”，所謂：“无明离欲而生明，彼无明灭则行灭，乃至纯大苦聚。”。般若還要靠“缘起”，《十二门论》说：“内缘起，即无明缘行等十二支；外缘起，即如以泥土、轮绳、陶等而成瓶。”。大乘佛教的兴起主要還是般若思想。《大般若经》指出大乘即是般若，般若即是大乘；说大乘即说般若，说般若即说大乘。般若能与一切善法为母一切佛法无不摄入般若。般若能生诸佛，是诸佛母，般若能示世间诸法实相，名如来母，能生如来。又說般若為第六波羅蜜，闍那為第十波羅蜜。大乘佛教认为世上一切事物，皆由因缘而成，虚而不实的，可以說，性空乃生命最根本上的真实本质。眾生之愚癡，約而言之有三：不信三世因果、不知諸法緣起性空，不明諸法實相、佛性本具之理。

## 般若與中國
中國的般若學派相傳有「六家七宗」，最有代表想的就是本無宗。鳩摩羅什來長安之前，中土的《般若經》的翻譯已經很盛行，例如道安特別著重宣揚《般若經》，並常採取和利用道家或儒家固有的哲學術語。道安大師的「本無」二字來自於道教。
羅什弟子僧肇的《不真空論》批判了六家七宗的「本無」、「即色」和「心無」三家的觀點，《般若無知論》云：「聖心無知，故無所不知；不知之知，乃曰一切知。」所謂「無知」，「不知之知」，簡稱「智」，是指佛教的般若智慧。這說明世界萬法是非有非無，有無皆空的思想，羅什看了《般若無知論》，讚賞說：「吾解不謝子，辭當相挹」（白話：我對般若的理解不遜於你，但用詞遣字有所不及），又表揚僧肇為中土「解空第一」。僧肇又稱「般若無知」並非指一無所知，而是「無名無說，非有非無，非實非虛。虛不失照，照不失虛」。
慧文根據《大智度論》裡的「一心中得」結合般若的「空」、「假」、「中」而成「一心三觀」。一心三觀是天台宗的基本思想之一。
禪宗惠能在《六祖壇經》解釋「無念」：「善知識，無者，無何事？念者，念何物？無者，無二相，無諸塵勞之心；念者，念真如本性，真如即是念之體，念即是真如之用。」

## 經典
玄奘译有《大品般若经》六百卷，姚秦鳩摩羅什译有《摩诃般若经》二十四卷、《小品般若》七卷、《金剛經》一卷，西晋无罗叉等译有《放光般若》二十卷，西晋竺法护译有《光赞般若》十卷。其中玄奘所译《大品般若》有六百卷之巨(以及濃縮後成為極精簡的心經)，幾乎包含了所有的般若类经典，是现存的《大品般若》是最完备的。

## 研究書目
- 梶山雄一著，許洋主譯：《般若思想》（臺北：法爾出版社，1989）。